# 井内歓二
井内 歓二（いうち かんじ、1871年7月25日（明治4年6月8日） - 1921年（大正10年）5月21日）は、日本の実業家、政治家。衆議院議員。

## 経歴
阿波国名東郡西新町（現徳島県徳島市西新町）で織物卸商・井内孝七の長男として生まれる。徳島県尋常中学校を卒業後、法律学を学んだが実業界に転身。1897年11月、北海道旭川に来住し織物煙草卸売業を開業。翌年6月、味噌醤油製造業を始め、後に酒類卸売業を兼ねた。また、旭川区会議員、旭川商業会議所会頭、上川倉庫社長、旭川商事取締役、北海道銀行（旧）取締役、旭川木工取締役、東洋酒精取締役、大北火災保険取締役などを務めた。
1920年5月、第14回衆議院議員総選挙で北海道第四区から出馬し当選したが、在任中に病のため死去した。
娘の敏子は、深川製磁2代目社長・深川進の妻。